# Ali Bin Nasser
Ali Bin Nasser ou Ali Bennaceur (2 de março de 1944) é um ex-árbitro de futebol tunisiano.

## Carreira
Filiado à FIFA em 1976, apitou 2 finais da Copa Africana de Nações (1984 e 1988) e 2 jogos do Mundial Sub-20 de 1985. Seu trabalho mais conhecido foi na Copa de 1986, onde apitou 3 partidas.
Na primeira fase, comandou o jogo entre Polônia e Portugal, e nas oitavas-de-final, apitou Dinamarca e Espanha. Porém, foi no jogo entre Argentina e Inglaterra, que Bin Nasser se tornaria destaque internacional, ao validar o gol de mão de Maradona (feito com uma parte com a cabeça e outra com La Mano de Dios, segundo o Pibe de Oro). O assistente búlgaro Bogdan Dotchev ajudou o árbitro na decisão.
Em 2015, Maradona e Bin Nasser reencontraram-se, e o ex-jogador argentino homenageou o árbitro, presenteando-lhe com uma camisa da Seleção Argentina e chamando-o de "amigo eterno".